# ヴィッツォーロ・プレダビッシ
ヴィッツォーロ・プレダビッシ（伊: Vizzolo Predabissi）は、イタリア共和国ロンバルディア州ミラノ県にある基礎自治体（コムーネ）。人口は、約3,900人。

## 地理

### 位置・広がり

#### 隣接コムーネ
隣接するコムーネは以下の通り。括弧内のLOはローディ県所属を示す。
- カザルマイオッコ (LO)
- チェッロ・アル・ランブロ
- コルトゥラーノ
- ドレザーノ
- メレニャーノ
- サン・ゼノーネ・アル・ランブロ
- ソルディオ (LO)

### 地震分類
イタリアの地震リスク階級 (it) では、3 に分類される
。